# Kombinationseinband
Der Kombinationseinband ist ein Typ von handgearbeiteten Bucheinband, der unter weitgehender maschineller Unterstützung mittels Maschinenheftung, Lederschärfen und Goldprägung gebunden wird. Er kombiniert Techniken des Handeinbands mit denen maschinell gebundener Einbände. Er wird ähnlich wie der Franzband auf tiefen Falz gebunden, der Rücken ist nicht  direkt an der Heftung befestigt.
Er entspricht der Ästhetik und Qualität des Franzbandes, ist aber schneller und billiger herzustellen. Man bezeichnet ihn auch als Einband mit „vorgetäuschtem tiefen Falz“, als „Pseudo-Franzband“, als „imitierten Franzband“  oder auch als „Kombinationsfranzband“.
Über diese Technik wurde von Hermann Nitz erstmals Über einen neuen Einband-Typ bei Spamer 1923 veröffentlicht.